# Privește dincolo de tine
Not as a Stranger este un film dramatic american din 1955 regizat de Stanley Kramer.

## Actori
- Olivia de Haviland — Kristina Hedvigson
- Robert Mitchum — dr. Lucas Marsh
- Frank Sinatra — Alfred Boone
- Gloria Grahame — Harriet Lang
- Charles Bickford — dr. Dave W. Runkleman
- Myron McCormick — dr. Clem Snider
- Lon Chaney, Jr. — Job Marsh
- Jesse White — Ben Cosgrove
- Harry Morgan — Oley
- Lee Marvin — Brundage
- Eve McVeagh — Mrs. Ferris
- Mae Clarke — Nurse Odell
- Whit Bissell — dr. Dietrich